# Aksakowo (gmina)
Aksakowo (bułg. Община Аксаково) – gmina w północno-wschodniej Bułgarii, w obwodzie Warna.

## Miejscowości
Miejscowości wchodzące w skład gminy Aksakowo:
- Aksakowo (bułg. Аксаково) – siedziba gminy,
- Botewo (bułg. Ботево),
- Dobrogled (bułg. Доброглед),
- Doliszte (bułg. Долище),
- Generał Kantardżiewo (bułg. Генерал Кантарджиево),
- Ignatiewo (bułg. Игнатиево),
- Izworsko (bułg. Изворско),
- Jarebiczna (bułg. Яребична),
- Kiczewo (bułg. Кичево),
- Klimentowo (bułg. Климентово),
- Krumowo (bułg. Крумово),
- Kumanowo (bułg. Куманово),
- Luben Karawełowo (bułg. Любен Каравелово),
- Nowakowo (bułg. Новаково),
- Oreszak (bułg. Орешак),
- Osenowo (bułg. Осеново),
- Pripek (bułg. Припек),
- Radewo (bułg. Радево),
- Słynczewo (bułg. Слънчево),
- Wodica (bułg. Водица),
- Wyglen (bułg. Въглен),
- Zasmjano (bułg. Засмяно),
- Zornica (bułg. Зорница).